# Scione merianae
Scione merianae (лат.) — вид слепней рода Scione из подсемейства Pangoniinae (Tabanidae). Эквадор (Южная Америка).

## Этимология
Видовое название дано в честь немецкого энтомолога и художницы Марии Сибиллы Мериан (1647—1717), жившей в XVII веке и посвятившей себя изучению насекомых и растений.

## Описание
Слепни средних размеров, длина тела около 1 см. Лоб с беловатым опушением и тёмно-коричневым пятном и длинными чёрными волосками. Парафации и щёки коричневые с белым опушением. Наличник коричневый с белым опушением и длинными чёрными волосками. Антенна тёмно-коричневая, усик и педицель с чёрными волосками. Пальпы сходны по цвету с антенной. Торакс тёмно-коричневый с пятью продольными белыми дорсальными полосами. Крыло слегка дымчатое с коричневыми жилками и тёмно-коричневыми пятнами в поперечных бороздах. Брюшко желтовато-коричневое с редкими чёрными волосками. Тергиты с задней полосой осушения и белыми волосками. На заднем крае тергитов 1—6 срединные треугольники из опушением и белых волосков.

## Систематика
Вид был впервые описан в 2024 году бразильскими энтомологами по типовым материалам из Эквадора (Azuay, Guasipampa; 3°11.793′ S, 79°19.604′ W; на высоте 2 879 м). Наиболее сходными с S. merianae sp. nov. видами являются Scione limbativena Enderlein, 1925, Scione bilineata Philip, 1969, Scione obscurefemorata  Kröber, 1930 и Scione picta Szilády, 1926. Однако у S. limbativena крылья с тёмно-коричневыми жилками и оранжевые усики, у S. bilineata — желтоватое брюшко и медные волоски на грудb, у S. obscurefemorata — желтоватые брюшко, усики и пальпы, а у S. picta, согласно оригинальному описанию, красноватые усики и пальпы и дымчатые крылья. Scione kroeberi похож на S. merianae; однако у S. kroeberi коричневые лоб и субкаллус с желтоватым опушением и только четыре продольные белые грудные полосы, которые тоньше, чем у S. merianae.